# Buprestis aurulenta
Buprestis aurulenta es una especie de escarabajo del género Buprestis, familia Buprestidae. Fue descrita científicamente por Linnaeus en 1767.
Las larvas de Buprestis aurulenta viven dentro de una variedad de árboles coníferos y pueden sobrevivir durante largos períodos en madera seca. El escarabajo adulto es de un verde iridiscente, con un borde naranja brillante alrededor de las cubiertas de las alas.

## Distribución geográfica
Los escarabajos se encuentran en el noroeste del Pacífico tan al norte como el sur de la Columbia Británica y hacia el sur a través de las Montañas Rocosas hasta México. Son raros en Alberta y se han recolectado especímenes en Manitoba.